# Горан Дамјанац
Горан Дамјанац (Брчко, 11. јун 1976) позоришни је режисер и доцент на Академији умјетности Универзитета у Бањој Луци.

## Биографија
Дипломирао је 2005. године на Економском факултету Универзитета у Источном Сарајеву, смјер Управљање пословним процесима. Дипломирао је 2009. године Позоришну режију на Академији умјетности Универзитета у Бањој Луци.
Мастер студије Позоришне режије завршио 2016. године, на Универзитету „Св. Кирил и Методиј“ у Скопљу. Од 2013. године, запослен је на Академији умјетности Универзитета у Бањој Луци.

## Професионално искуство
- „Пекићева трака: дневник душе“, на основу МГ снимака Борислава Пекића, Ад Хок театар;
- „Ханибал подземни“,Христо Бојчев, Театар Кабаре Тузла;
- „Тотови“, Иштван Еркењ, Театар Кабаре Тузла;
- „Осипате се полако, ваша висости“, Мирко Ковач , САРТР Сарајево;
- „Лијепи, велики, јаки“, Муза Павлова/Теренс Мекнели, Народно позориште Републике Српске, Бања Лука;
- „Разред“, Матјаж Зупанчич, Босанско народно позориште, Зеница;
- „Орфеј у подземљу“, оперета Жака Офенбаха, Академија умјетности у Бањој Луци и НПРС Бања Лука;
- „Кандило у розаријуму“, Тихомир Стевановић, Народно позориште Републике Српске, Бања, Лука;
- „Нобеловац и Травник“, Мухарем Баздуљ/Енес Шкрго, Завичајни музеј – Родна кућа Иве Андрића, Травник;
- „Кочоперитис“, Љубица Остојић, Дјечије позориште Републике Српске, Бања Лука;
- „Краљ Иби“, Алфред Жари, Студентско позориште „Владо Зељковић“ УНИБЛ;
- „Посљедња љубав Хасана Каимије“, Дервиш Сушић, Народно позориште Тузла;
- „Мајмуни долазе“, Лав Лунц/Горан Дамјанац и Колектив, АДУ Тузла и Народно позориште Тузла.